# Sportanlage Kampfbahn Dorstener Straße
Die Sportanlage Kampfbahn Dorstener Straße ist ein Fußballstadion  in Gladbeck. Es bietet Platz für 8000 Zuschauer. Die Anlage verfügt über einen Naturrasenplatz. Die Stadt Gladbeck kaufte im Jahr 1932 von der Bergwerksgesellschaft Hibernia AG den Sportplatz an der Dorstener Straße, der seitdem Austragungsort der Heimspiele des SV Zweckel ist.